# Trachelipus difficilis
Trachelipus difficilis är en kräftdjursart som beskrevs av Radu 1950. Trachelipus difficilis ingår i släktet Trachelipus och familjen Trachelipodidae. Inga underarter finns listade i Catalogue of Life.